# Oberbayerisches Archiv

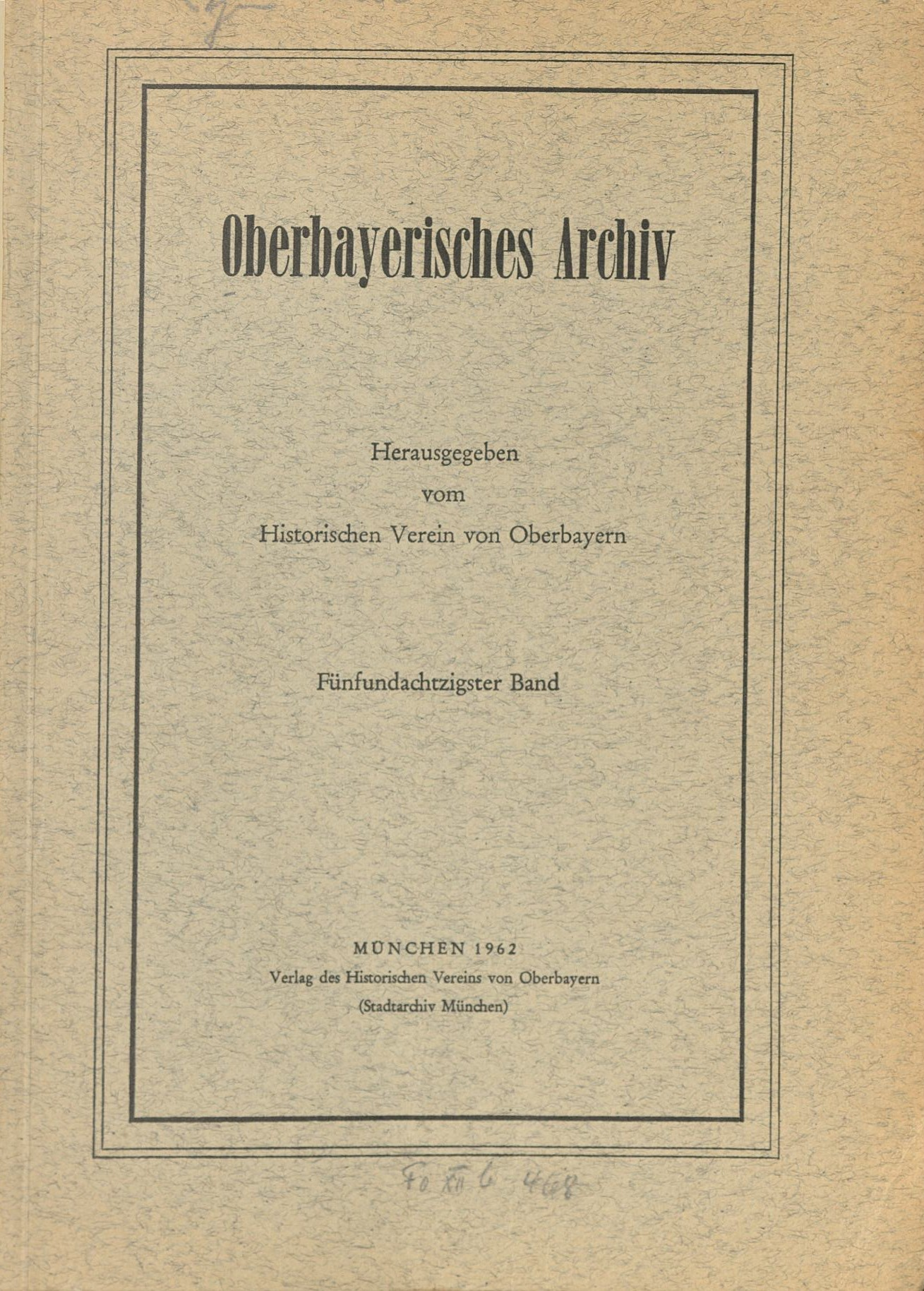
Jahr 1962

Das Oberbayerische Archiv ist eine Geschichtszeitschrift, die jährlich erscheint und vom Historischen Verein von Oberbayern herausgegeben wird. Entsprechend dem Vereinszweck enthält sie Beiträge über die landes- und regionalgeschichtliche Forschungsarbeit im Bereich des Regierungsbezirkes Oberbayern. Einer der Schwerpunkte ist auch die Münchner Stadtgeschichte, denn der Verein hat seinen Sitz am Stadtarchiv München.
Die Zeitschrift erschien erstmals zwei Jahre nach der Vereinsgründung mit Band 1 von 1839 und trug bis 1958 (Band 83) den Titel Oberbayerisches Archiv für vaterländische Geschichte, seit 1959 erscheint sie unter dem heute noch gültigen Namen. Mehrfach erschienen Bände für zwei Jahre, Unterbrechungen von mindestens fünf Jahren gab es 1899 bis 1903 und 1942 bis 1948. In der Zeitschrift sind bisher 1298 Beiträge in 147 Bänden erschienen. Inhaltlich werden historische und kunsthistorische Themen beleuchtet. Die orts- und familiengeschichtlichen Beiträge, Biografien, kunsthistorischen Darstellungen, rechtsgeschichtlichen Abhandlungen, Quelleneditionen und Fundberichte geben Einblick in das weitgespannte Arbeitsfeld des Vereins und zeugen vom Fleiß seiner Mitglieder. Das Oberbayerische Archiv ist bis heute die einzige wissenschaftliche Zeitschrift, die sich ausschließlich oberbayerischen Themen widmet.
Die Bände 1–36 sind durch die Bayerische Staatsbibliothek München (Münchener Digitalisierungszentrum) digitalisiert.

## Schriftleitung
Die Herausgabe des Oberbayerischen Archivs lag stets in den Händen von erfahrenen Historikern beziehungsweise Archivaren.
| Heinrich Konrad Föringer          | 1839–1879 |
| Edmund von Oefele                 | 1880–1891 |
| Joseph Fink                       | 1892      |
| Georg Hager                       | 1892–1897 |
| Karl Trautmann                    | 1897–1899 |
| Ivo Striedinger                   | 1899–1903 |
| Theodor Bitterauf (1877–1925)     | 1903–1904 |
| Johannes Heldwein                 | 1904–1908 |
| Georg Leidinger                   | 1909–1941 |
| Josef Klemens Stadler             | 1949–1957 |
| Reinhold Schaffer                 | 1958      |
| Michael Schattenhofer             | 1961–1982 |
| Ludwig Morenz (mit Schattenhofer) | 1965–1981 |
| Helmuth Stahleder                 | 1982–2010 |
| Brigitte Huber                    | seit 2010 |